# Паперова марка
Німе́цька паперо́ва ма́рка (нім. Papiermark) — Papiermarkⓘ (символ:ℳ) Неофіційна назва грошової одиниці Веймарської республіки періоду гіперінфляції з 1919-1923 років. Гіперінфляція була спричинена наслідками Першої світової війни, формуванням нової держави й із зовсім новим для неї устроєм. Паперова марка розділялася на 100 пфенігів. У 1923 році паперову марку змінила рентна марка.

## Історія
Фактично паперова марка почала функціонувати з 4 серпня 1914 року, коли був скасований золотий стандарт внаслідок Першої світової війни. Хоча у воєнний час у офіційних джерелах часто згадувався термін золота марка. Термін «паперова марка» застосовувався до інфляційних купюр і з'явився пізніше за повновагові довоєнні золоті марки, що перебували в обігу до серпня 1914 року. Найбільші номінали паперових марок від одного мільярда вказувались не цифрами, а прописом. У 1923 році паперова марка замінили на рентну марку. За курсом 1 000 000 000 000 (1 трильйон) марок дорівнював 1 рентній марці. На додаток до паперової марки, після Першої світової війни, поширеними були й місцеві випуски банкнот і токенів (сурогати грошей) відомі як Kriegsgeld (укр. воєнні гроші) та нотгельди (нім. Notgeld).

## Кризові наслідки Першої світової війни

Співвідношення паперової марки до золотої

| Дата       | Вартість золотої марки в паперових марках |
| ---------- | ----------------------------------------- |
| 31.12.1918 | 2,00                                      |
| 31.12.1918 | 9,61                                      |
| 31.12.1920 | 16,13                                     |
| 31.12.1921 | 39,22                                     |
| 30.06.1922 | 79,37                                     |
| 30.09.1922 | 327,87                                    |
| 31.12.1922 | 1577,29                                   |
| 31.03.1923 | 4901,96                                   |
| 30.06.1923 | 34843,21                                  |
| 31.07.1923 | 228832,95                                 |
| 31.08.1923 | 2207505,52                                |
| 28.09.1923 | 56179775,28                               |
| 31.10.1923 | 38910505836,50                            |
| 20.11.1923 | 1 трлн                                    |

Стрімка девальвація паперових марок створила неможливі умови для кредитування клієнтів на довгий час, бо це ускладнювало угоди з відстрочками платежів. У 1921 році центральний уряд відхилив ідею випуску іпотечних облігацій на основі «золотої марки». Усе ж таки приватні банки та фінансові компанії, на відміну від держави, стали емітувати цінні папери із зазначенням на них вартості у вазі зерна, вугілля, золота та ін.
У таблиці представлені реальні курси золотої та паперової марок на основі золотого паритету. До початку Першої світової війни 1 марка була забезпечена 0,358425 грамами щирого золота. У країні вільно циркулювали й обмінювалися на золоті монети банкноти.
На основі складу золота у марці, обмінний курс становив 4,25 марки за 1 долар США. За 4 роки війни та після листопадової революції, девальвація марки відбувалася 2 рази. Гіперінфляція була обумовлена декількома причинами: У 1919-1921 роках неконтрольований випуск паперових марок відбувався для забезпечення ліквідності банківської системи. Також вагомими причинами гіперінфляції стали політичні кризи, нестабільність, вбивство міністра іноземних справ Вальтера Ратенау, спроба захоплення влади Адольфом Гітлером, Рурський конфлікт, що був обумовлений окупацією французьких військ важливого промислового регіону. Також вагомим фактором були важкі умови Версальського договору, за яким Німеччина зобов'язалася виплатити державам-переможницям компенсацію за всі завдані війною збитки. Німеччина була змушена передати союзникам військовий флот і піти на великі територіальні поступки. Нова республіка перебувала в постійному стані громадянської війни.
Президенту Фрідріхові Еберту доводилося зупиняти народні бунти 135 разів. У період з 1914 по 1928 роки уряд змінювався 20 разів. У грудні 1922 року кілограм хліба коштував приблизно 130 марок, а роком пізніше — понад 300 мільярдів паперових марок. У вересні 1923 року обмінний курс долару США становив майже 10 млн марок, а в кінці місяця цього року 160 млн марок. Трохи пізніше долар коштував уже мільярди. Інфляція, що почалася ще в роки війни, перейшла у стадію гіперінфляції. Ці наслідки викликали потребу в збільшенні обсягу грошей. Людина змушена була купувати будь-що, коли до її рук потрапляли паперові марки, боячись їхнього швидкого знецінення. Жертвами реформи, як зазвичай, стали в основному дрібні вкладники та пенсіонери.
Проблему спробували вирішити введенням нових грошей.
Уведення рентної марки (1 рентна марка = 1 млрд паперових марок) поклав край інфляції. У 1923 році при обміні паперових марок на нову рентну марку, з обігу було виведено 224 квінтильйонів старих марок. Для порівняння: у 1891-1892 роках доходи та витрати бюджету Німецької імперії становили приблизно 1 мільярд 100 мільйонів золотих марок. За часи гіперінфляції при такій масі готівки, обмінний курс не досягнув би поділки і в 1 трильйон за золоту марку.

## Банкноти
У 1914 році, згідно з розпорядженням Головного управління державної кредитної каси, почався випуск паперових грошей, більш відомих тоді як банкноти кредитного фонду (нім. Darlehnskassenscheine).
У період з 1915—1919 року в обігу перебували купюри 1, 2, 5, 20, 50 та 100 марок. Перші варіанти купюр цього періоду мало чим відрізнялися від дизайну банкнот Німецької імперії. Після Листопадової революції, в 1919 році була проголошена Веймарська республіка. З 1920 року в обігу з'явилися купюри нового типу.
Банкноти періоду 1920—1923 років були виготовлені друкарським способом. На купюрах, зразка цього періоду, були зображені часом прості орнаменти, часом з додаванням в орнамент облич чи бюстів відомих історичних постатей. В обігу цього періоду відомі купюри, номіналами: 1, 2, 5, 10, 20, 50, 100, 500 марок; 1, 5, 10, 20, 50, 100, 200, 500 тисяч марок; 1, 2, 5, 10, 20, 50, 100, 500 мільйонів марок; 1, 5, 10, 20, 50, 100, 200, 500 мільярд марок; 1, 2, 5, 10, 20, 50, 100 трильйонів марок

20 марок, 1915 року (4 листопада 1915 року)
5 марок, 1917 року
50 марок, 1918 року
50 марок, 1919 року
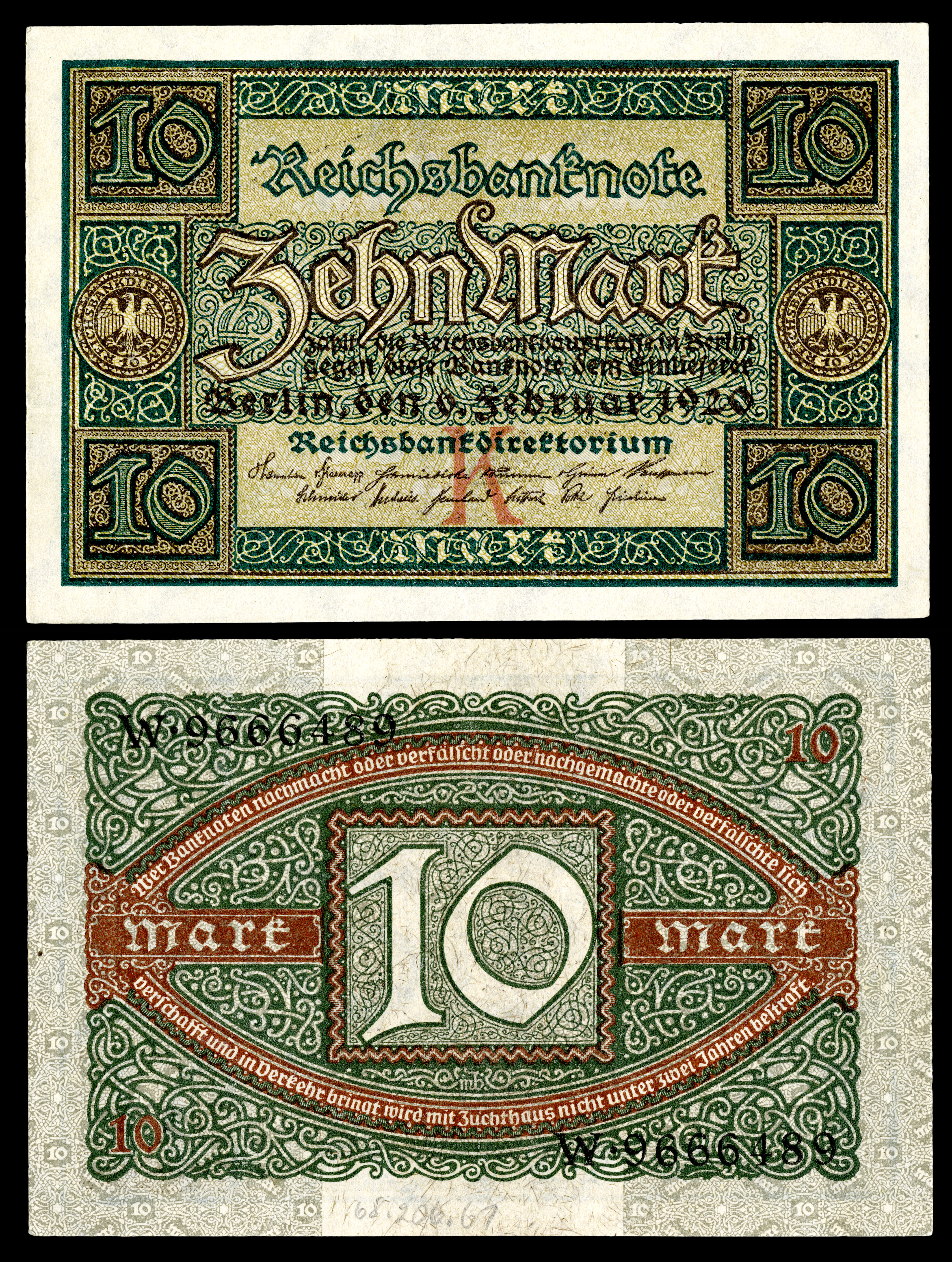
10 марок, 1920 року
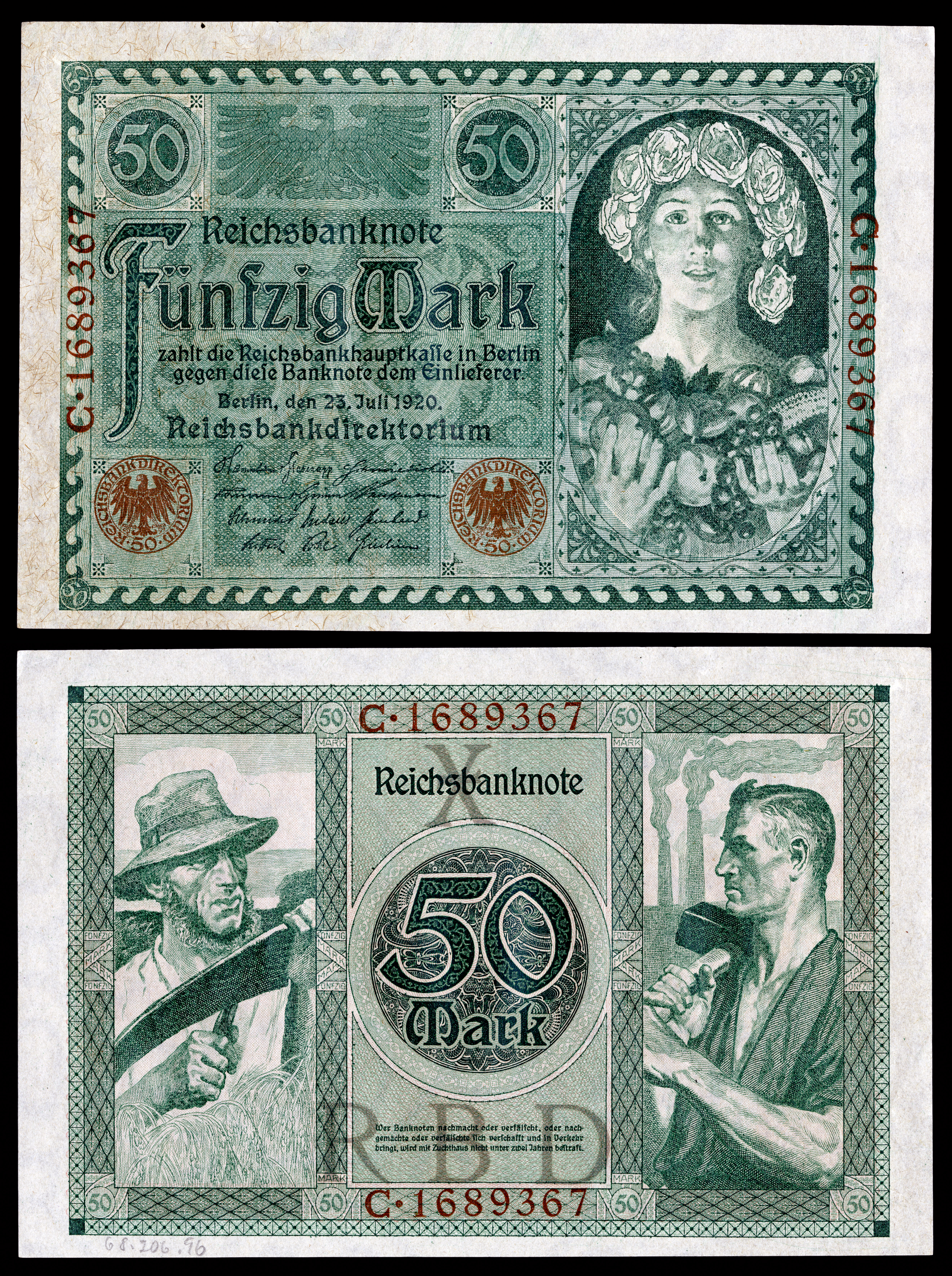
50 марок, 1920 року
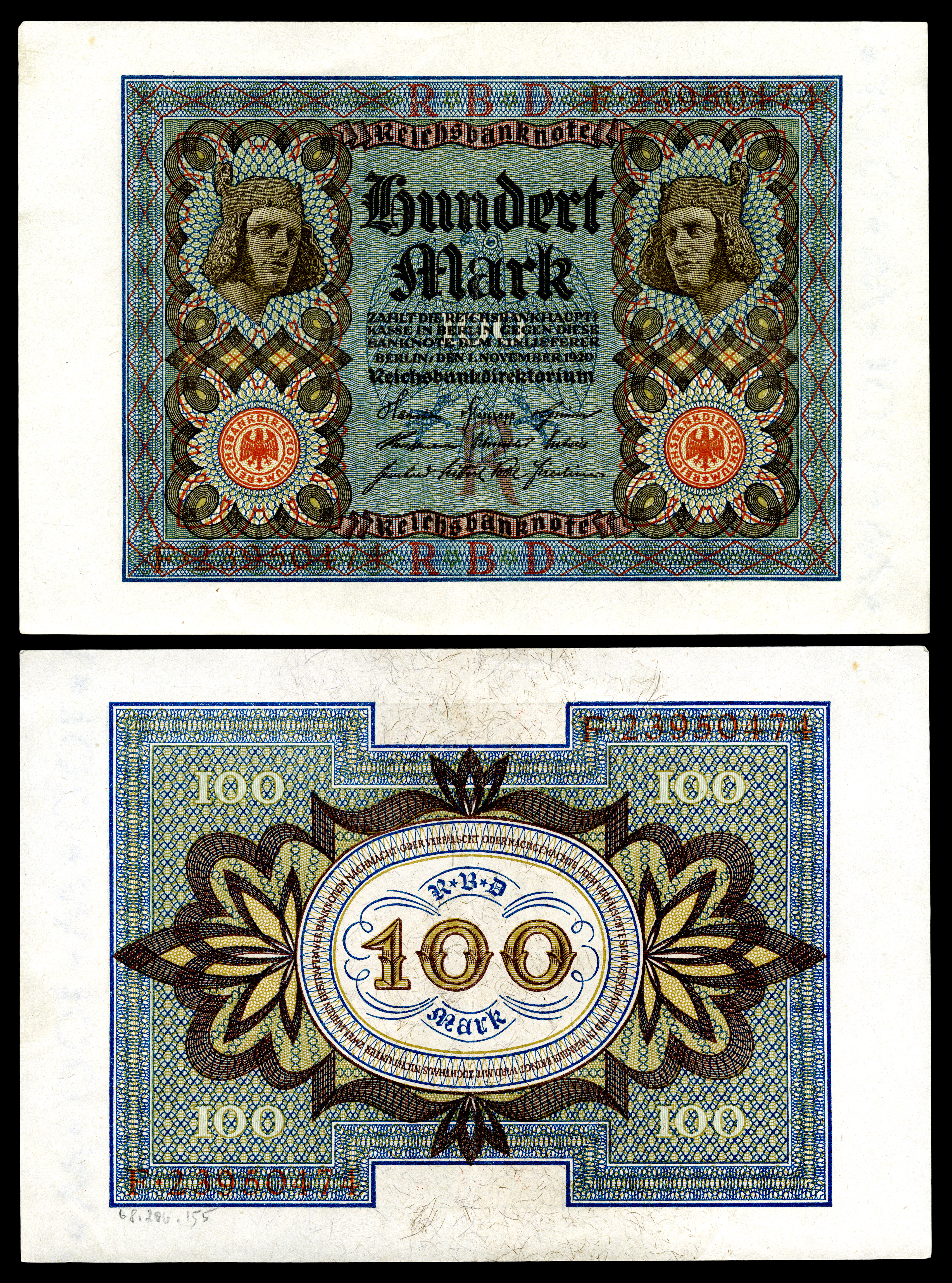
100 марок, 1920 року
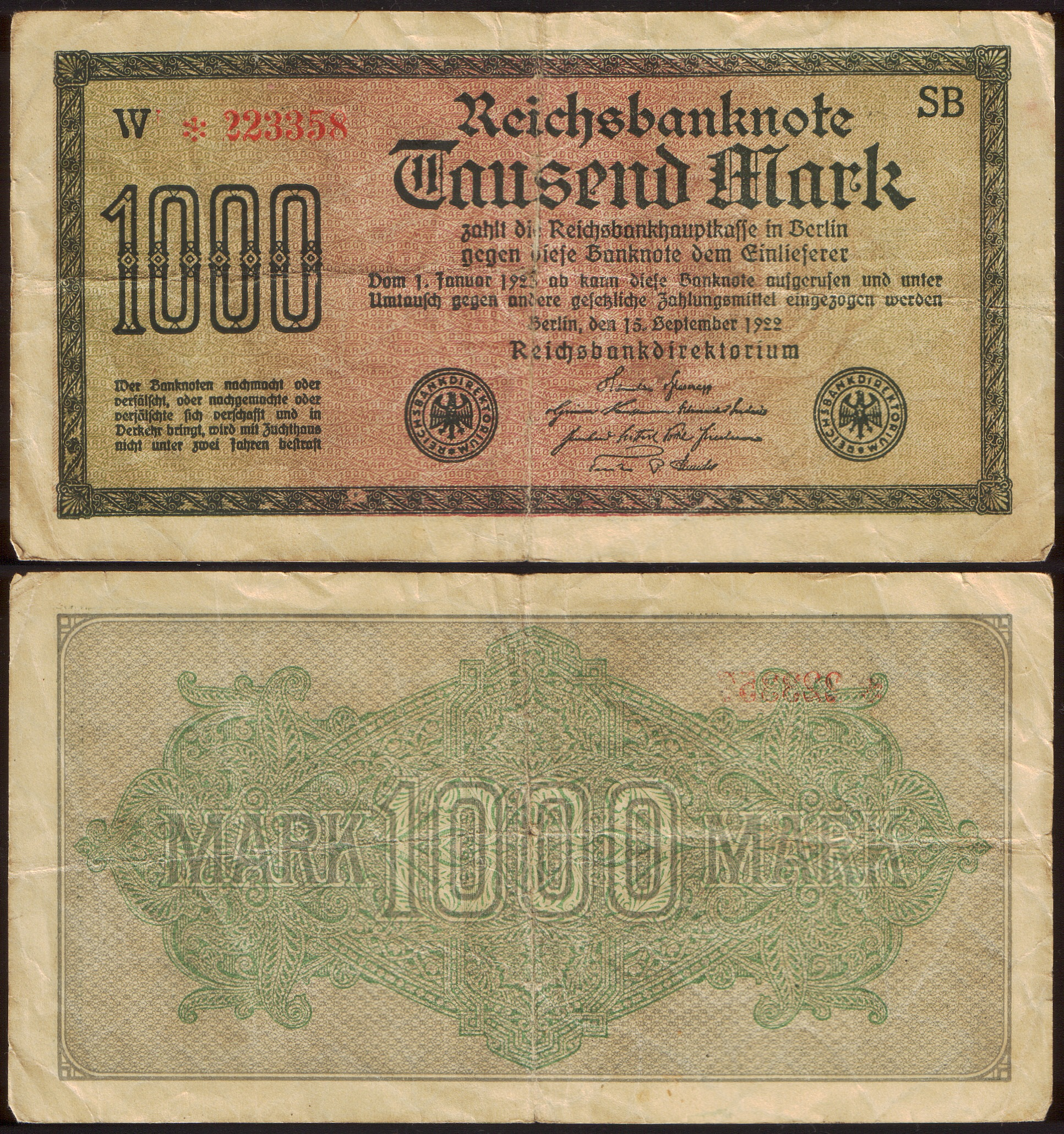
1000 марок (15 вересня 1922 року)
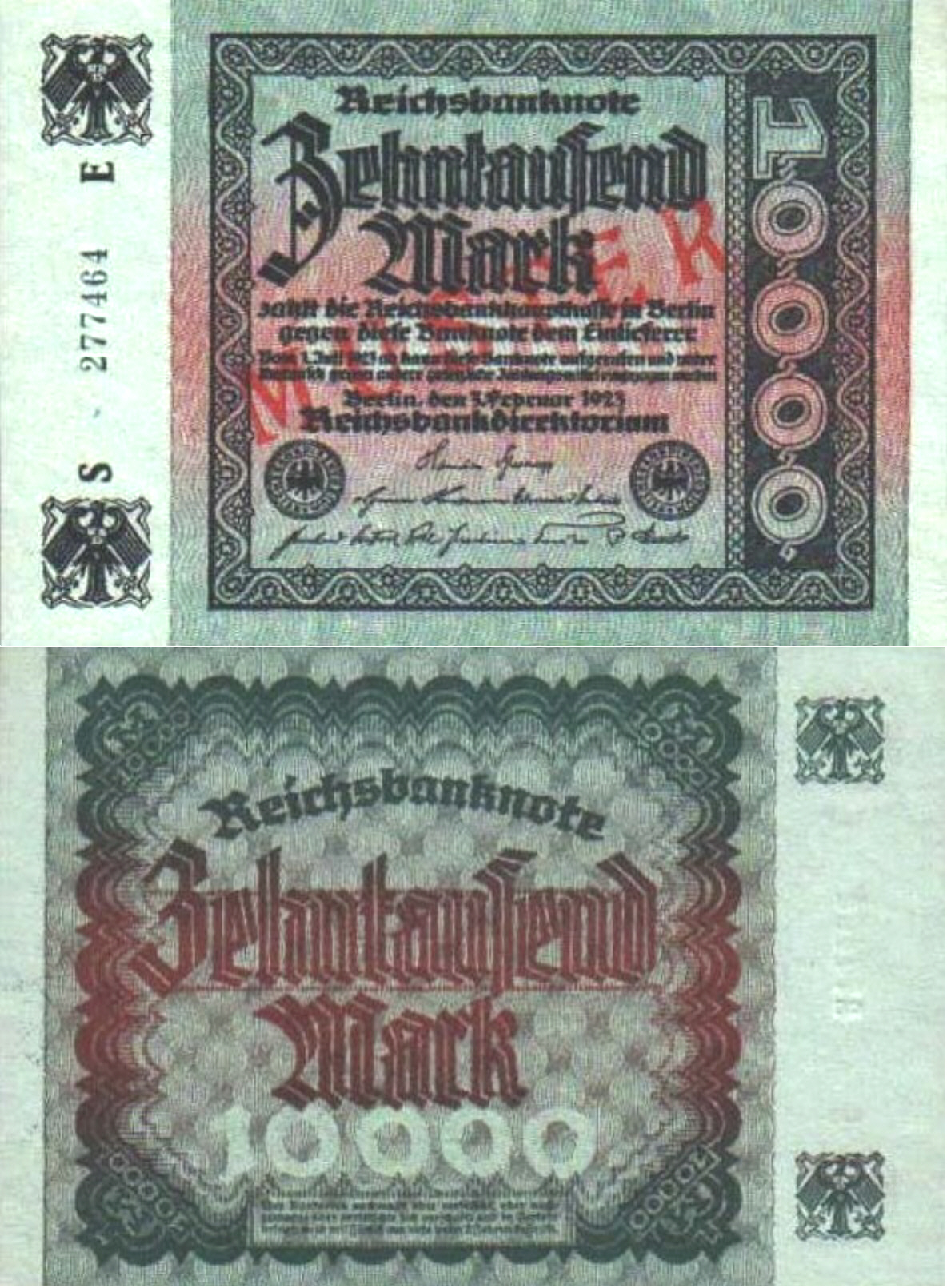
10.000 марок (3 лютого 1923 року)
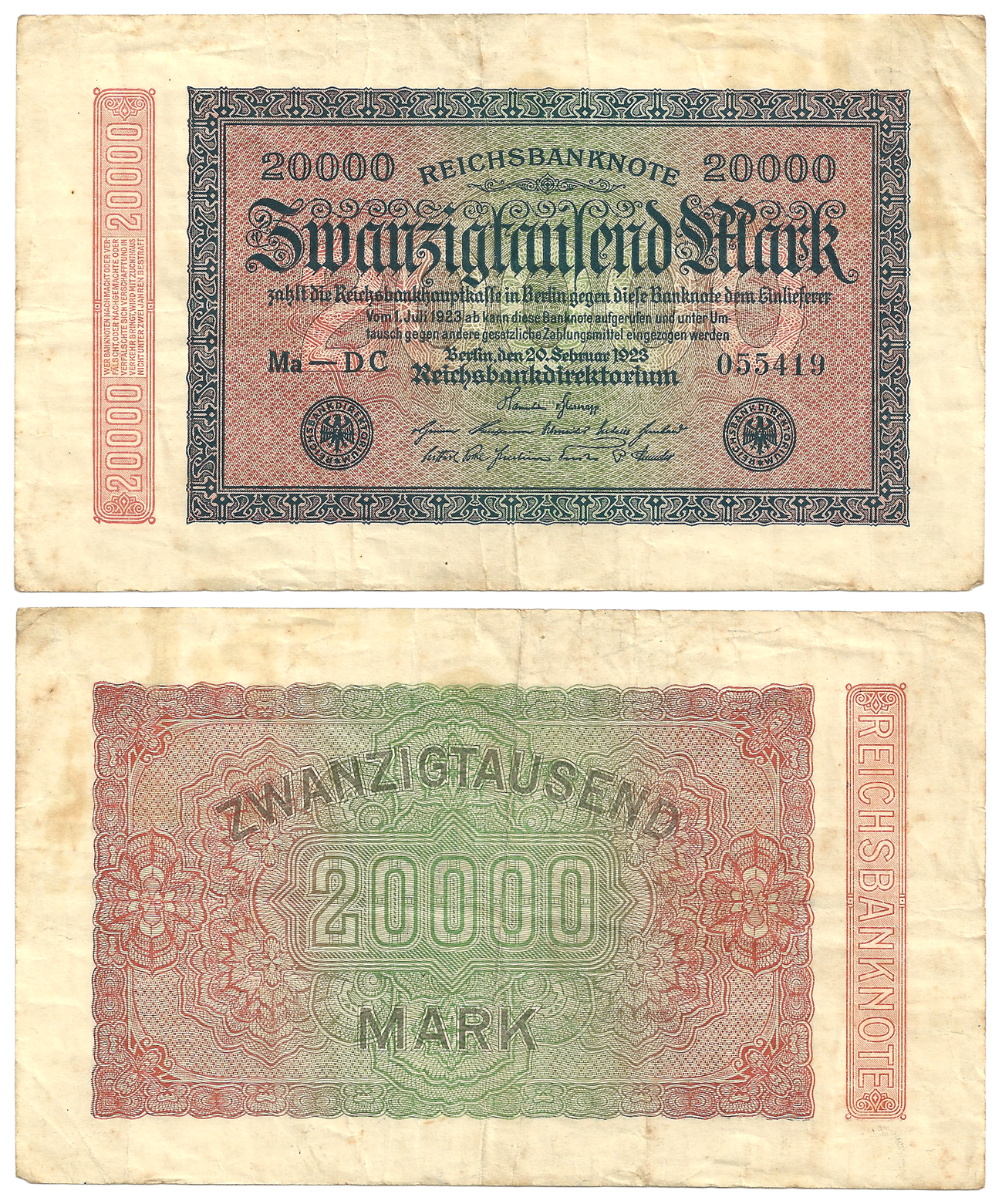
20.000 марок (20 лютого 1923року)
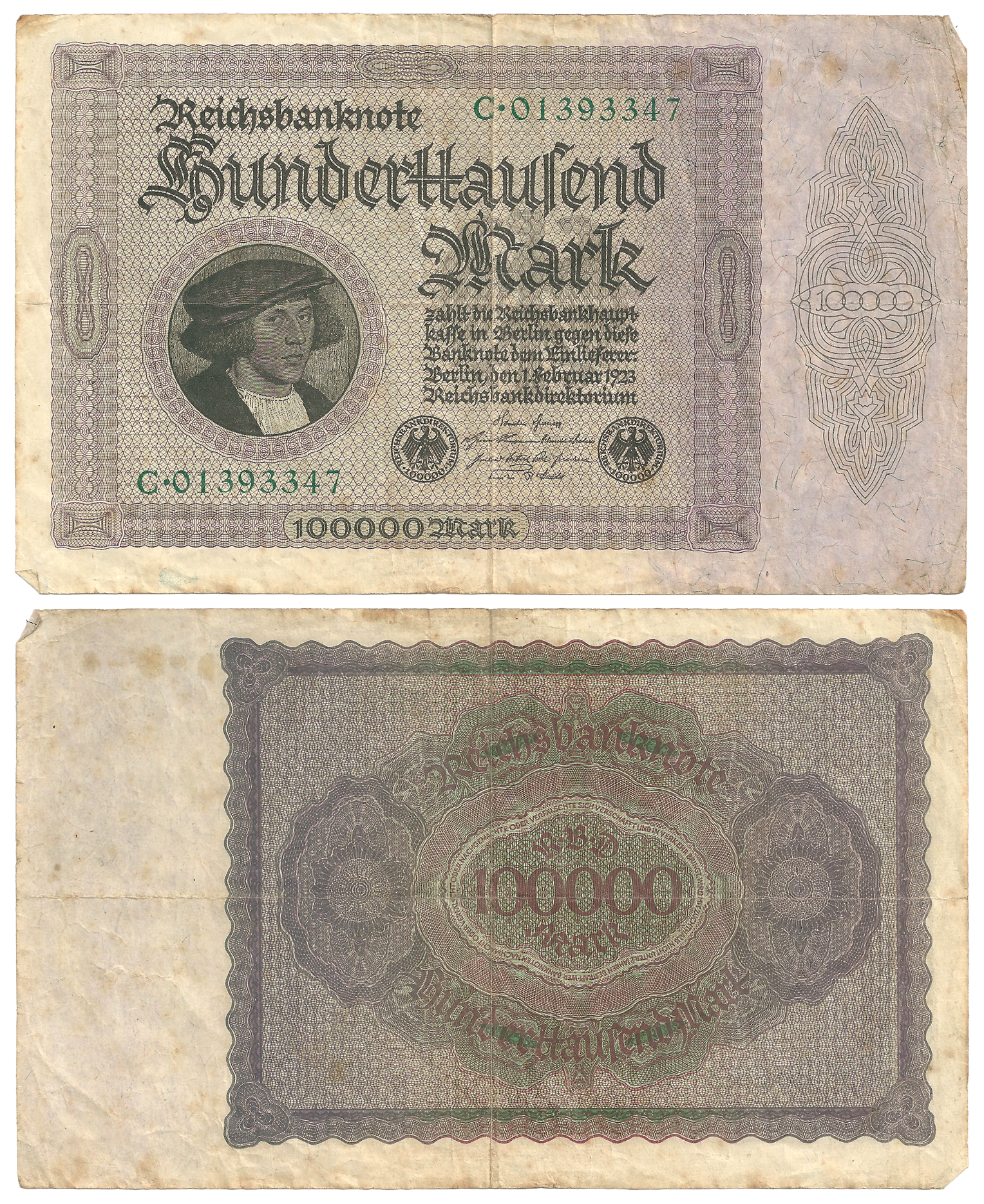
100.000 марок (1лютого 1923 року)
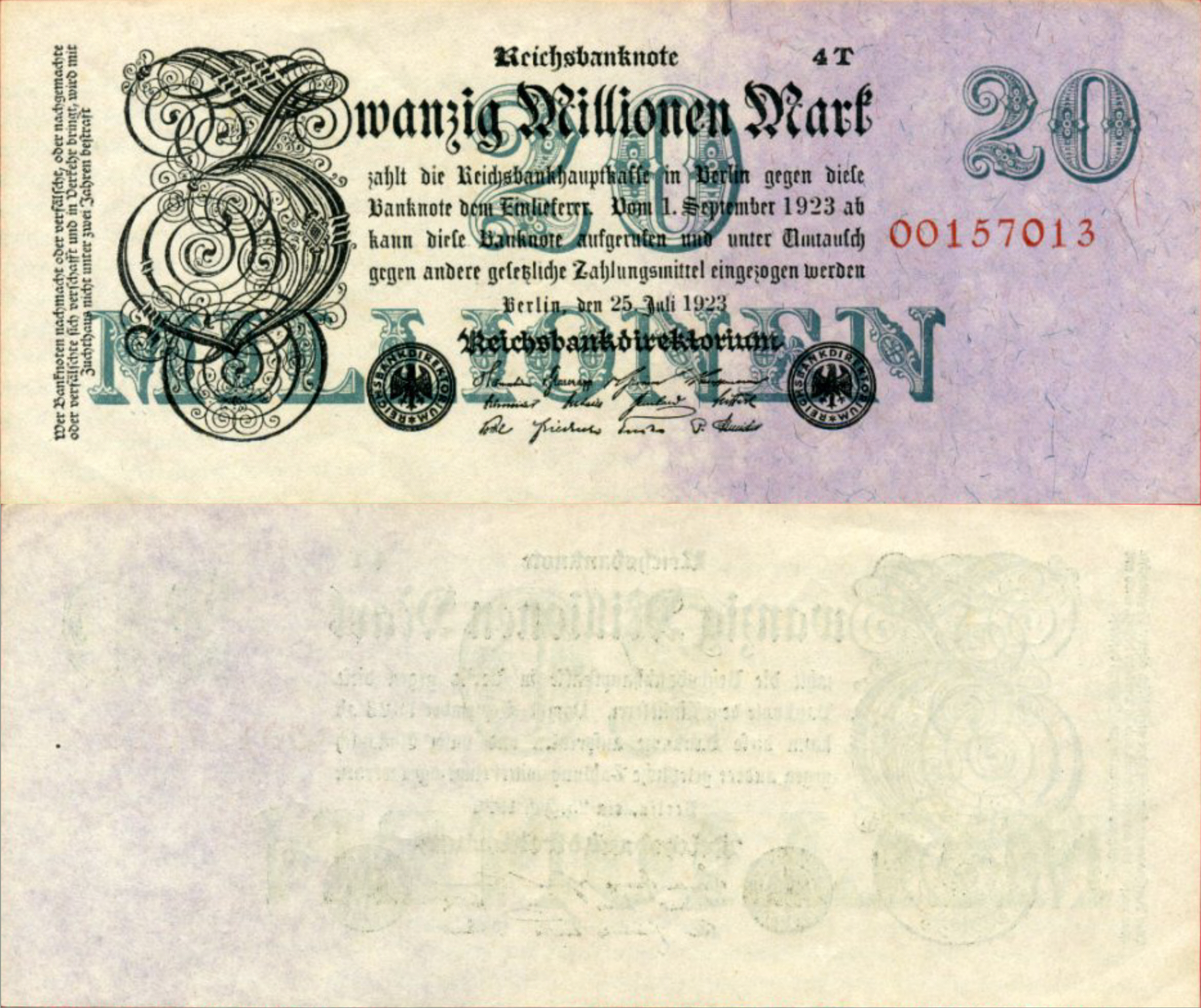
20 мільйонів марок (25 липня 1923 року)
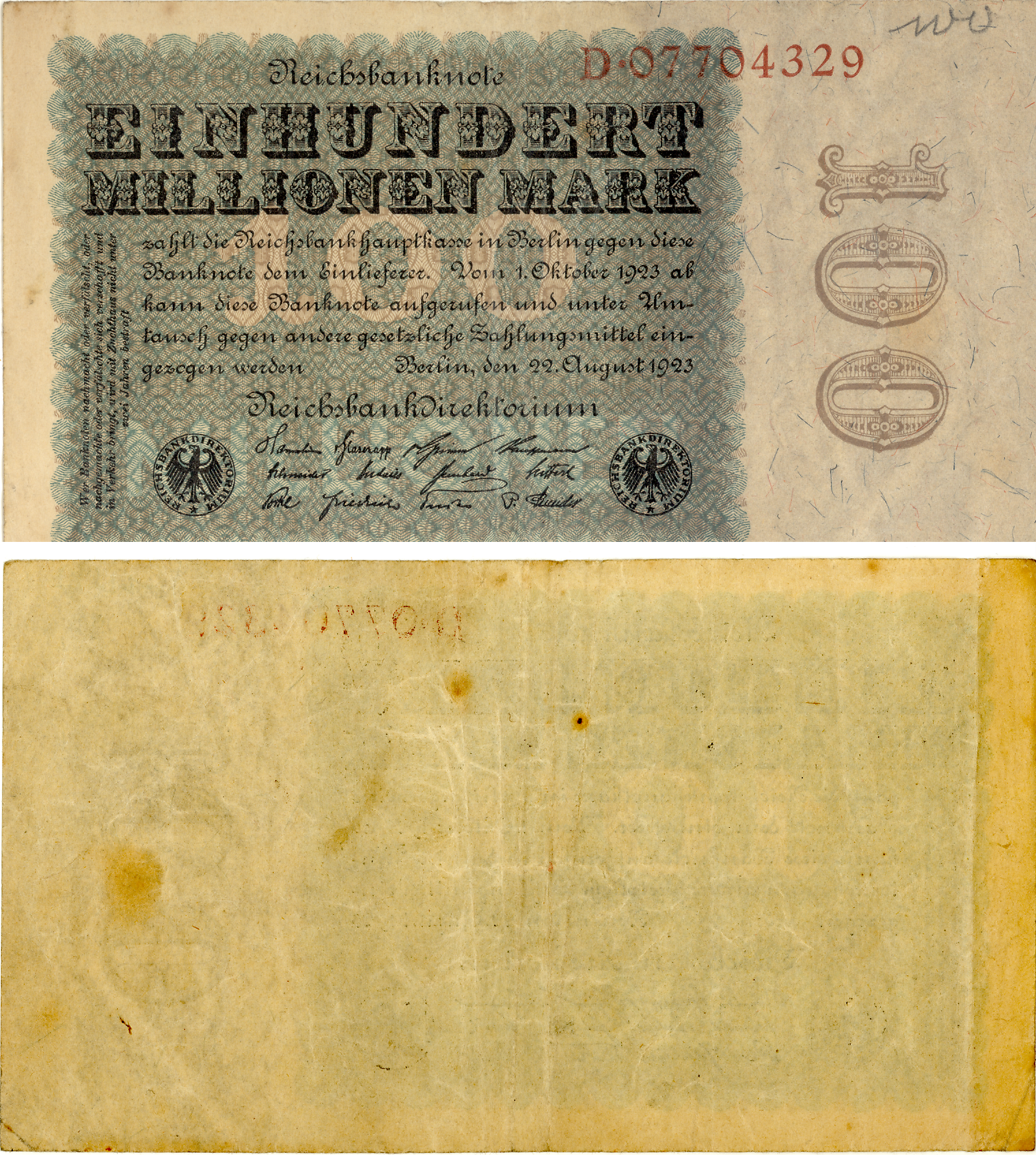
100 мільйонів марок (22 серпня 1923 року)
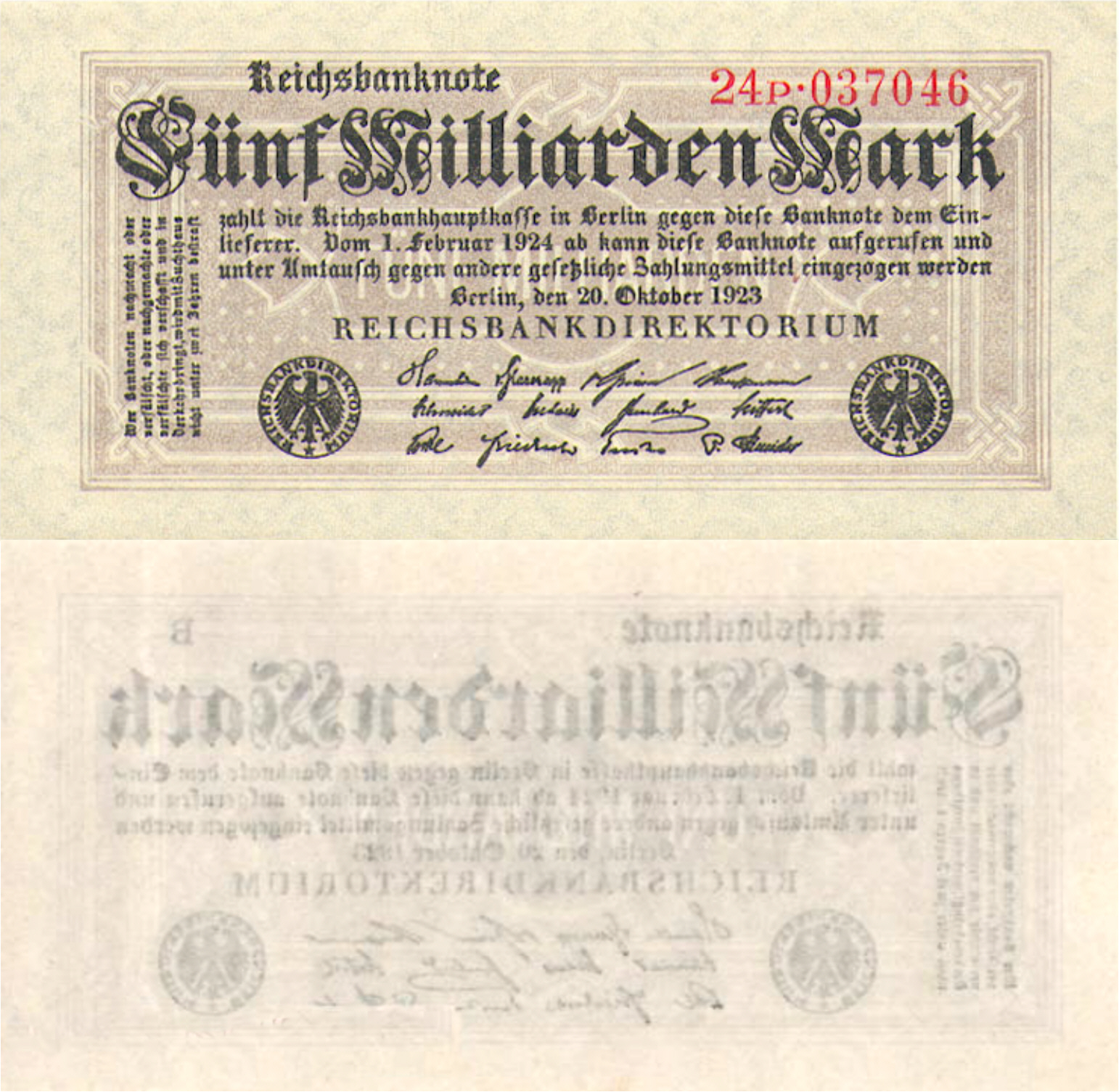
5 мільярдів марок (20 жовтня 1923 року)
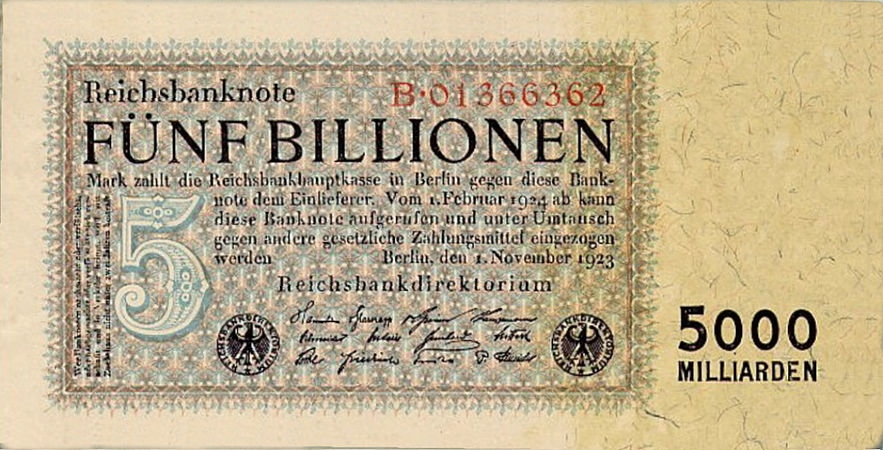
5 трильйонів марок (1 листопада 1923 року)
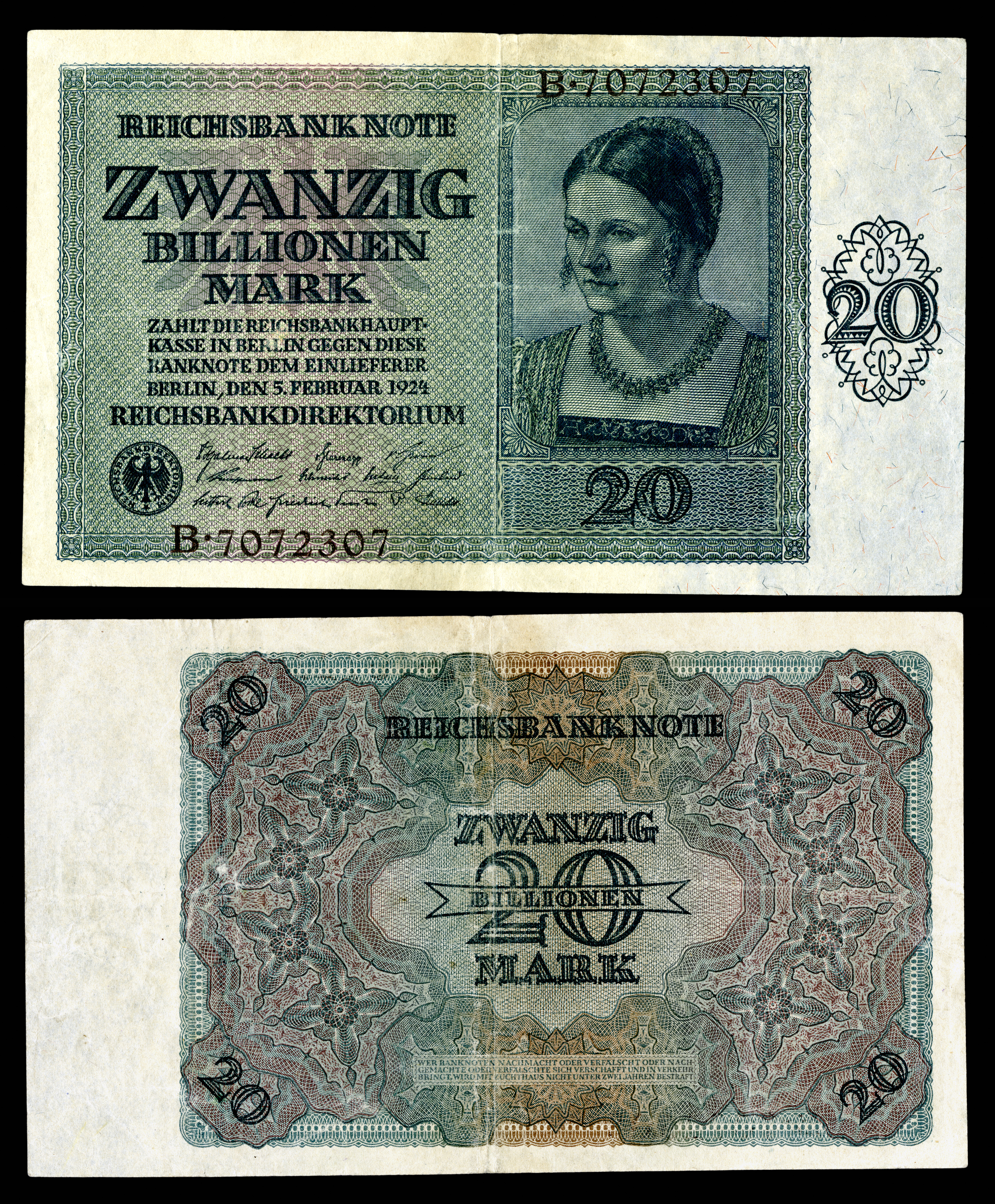
20 трильйонів марок (5 лютого 1924 року)

## Монети
Докладніше Інфляційні монети Німеччини
Період карбування 1915—1922 років. Номінали: 1, 5, 10 пфеніг;
Період карбування монет 1922—1923 років. Номінали: 50 пфеніг, 3, 200, 500 марок.

## Цікаві факти
- У 1920-х німецькі діти бавилися пачками купюр. Вони коштували дешевше справжніх іграшок.
- Були ситуації, коли зранку ще діючі купюри, знецінені ввечері, викидали просто обабіч дороги під ноги.
- Старими купюрами часто розпалювали піч. В офісах контор часом топили грубку пачками знецінених купюр.